# Boisavia
Boisavia est un constructeur français d'aéronautique, créé en 1946 par Lucien Tieles, décédé en 2008.

## Historique
La société Boisavia, créée en 1946, était basée 11 rue Brossolette, à Ivry-sur-Seine.
La production du Mercurey s'est terminée en 1962. Un seul est en état de vol de manière active en 2022.
Environ cinquante avions légers furent construits par cette société.

## Modèles
- Boisavia B.50 Muscadet (1946)
- Boisavia B-601L Mercurey (1950)
- Boisavia Chablis (en) (1950)
- Boisavia Anjou (en) (1956)

## Galerie

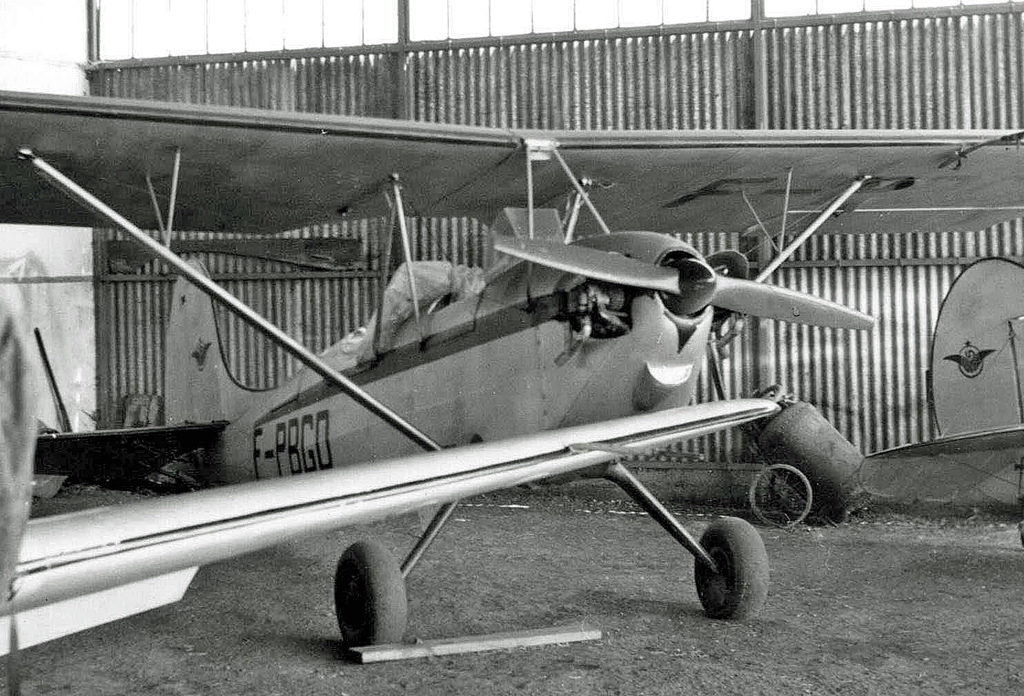
Boisavia B.80 Chablis
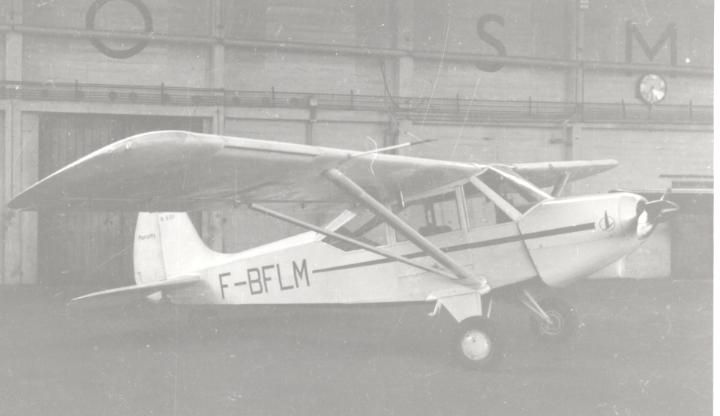
Boisavia B.601 Mercurey
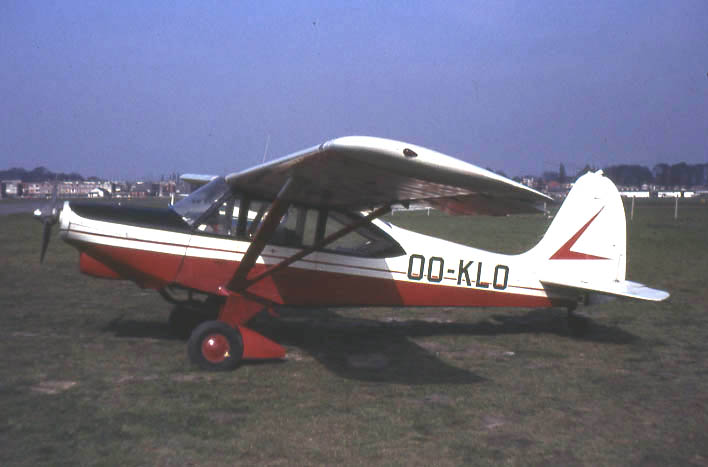
Mercurey